# Kath Soucie
Katherine Elaine "Kath" Soucie (nació el 20 de febrero de 1967) es una actriz de voz, teatro, cine y televisión estadounidense, conocida por expresar la voz de varios personajes en diferentes películas y series de televisión; como Linka en Captain Planet and the Planeteers, Lola Bunny en Space Jam, Fifi La Fume y Achuzi en Tiny Toons, Bea en Mighty Max, la mamá de Dexter y Agente Honeydew en El laboratorio de Dexter, Maddie Fenton en Danny Phantom, Phil, Lil y su madre Betty DeVille en Rugrats, Sally Acorn en Sonic the Hedgehog, Kat Harvey en The Spooktacular New Adventures of Casper, Morgana Macawber en Darkwing Duck, y Kanga en la franquicia de Winnie the Pooh.

## Vida y carrera
Soucie nació en Cleveland, Ohio.
Primero estudió actuación bajo la enseñanza de la maestra de drama Manu Tupou. Después de asistir a la American Academy of Dramatic Arts, ella comenzó una carrera exitosa en el escenario de Nueva York.
A fines de la década de 1970, Soucie apareció en varias "películas de semana" para televisión, incluyendo The Incredible Journey of Doctor Meg Laurel. Sin embargo, pronto experimentó una decepción con las restricciones físicas de la actuación ante la cámara. En 1986 llegó su primer trabajo de doblaje para darle voz a tres chicas diferentes en la serie animada Rambo: The Force of Freedom. Habiendo comenzado su carrera de actriz de voz, al año siguiente, Soucie interpretó a Janine Melnitz en The Real Ghostbusters, asumiendo el papel de Laura Summer.

## Filmografía
- La vida y obra de Juniper Lee - Rae Rae
- Ginger - Blake Gripling
- Tiny Toons - Fifi La Fume y Achuzi
- Oye Arnold! - Miriam Pataki
- Winnie the Pooh- Kanga
- Space Jam - Lola Coneja
- El show del ratón - Duquesa
- Rugrats - Voces de Phil, Lil y Betty DeVille
- Danny Phantom - Maddie Fenton
- Baby Blues (serie televisión) - Rodney
- Sonic the Hedgehog - Princesa Sally Acorn
- Transformers Animated - Professor Princes
- El laboratorio de Dexter - Mamá de Dexter y Dee Dee y Agente Honeydew
- La bella y la bestia - Babette
- La Bella y la Bestia 2 - Encantadora
- Full Throttle - Maureen Corley
- Todd McFarlane's Spawn - Cyan Fitzgerald y voces adicionales
- Agallas, el perro cobarde - Muriel (3 años) y voces adicionales
- Handy Manny - Dusty
- Kingdom Hearts 1 - Mamá de Sora
- The Spooktacular New Adventures of Casper - Kat Harvey
- Star Wars Rebels - Ministra Maketh Tua